# LHV Pank

Logo

Die LHV Pank, deutsch LHV Bank (original estnisch: Lõhmus, Haavel & Viisemann), ist ein 1999 gegründetes Kreditinstitut in Estland mit Sitz in Tallinn.
Die Bank bietet Bank- und Finanzdienstleistungen für Privatkunden, mittelständische Unternehmen und institutionelle Investoren an. Die Bank hat Filialen in Tallinn, Tartu, Riga, Vilnius und Helsinki. Die LHV Pank beschäftigte im Jahr 2013 180 Mitarbeiter, und über 50.000 Kunden nutzen die Dienstleistungen der Bank. Des Weiteren ist LHV einer der größten Broker der baltischen Börse und der größte Vermittler für baltische kleine Investoren in internationalen Märkten.
Bis zur ersten Eröffnung von zehn Geldautomaten (neun in Tallinn und einer in Tartu) im August 2015 war die LHV komplett bargeldlos und arbeitete nur mit elektronischen Überweisungen und Kartenzahlung. Alle Automaten erlauben sowohl das Abheben von Geld als auch Bargeldeinzahlungen.
Die LHV Pank wurde zum Partner des virtuellen Programms in Estland namens „e-Residence“. Dieses Programm ermöglicht „e-Residents“, ein Bankkonto in Estland zu eröffnen, und soll Investoren anlocken.

## Geschichte
Die Investmentfirma AS Lõhmus, Haavel & Viisemann wurde am 9. Februar 1999 gegründet. Im Jahr 2000 richtete das Unternehmen das heutige Finanzportal lhvdirect.com ein und eröffnete das erste Anlagenkonto. 2002 wurde die LHV-Pensionskasse eröffnet. Im Jahr 2006 spaltete sich die Unternehmensberaterabteilung ab. Die Erstveröffentlichung des Magazins Investeeri! erfolgte 2007. Am 6. Mai 2009 wurde die Banklizenz bewilligt und das Unternehmen in AS LHV Pank umbenannt. 2011 wurde das Internet-Banking neu eingeführt. Außerdem wurde begonnen, Bankkarten auszugeben. Die Einführung der Mobile-Banking-App erfolgte im Jahr 2013.